# Região Geográfica Imediata de Ubá
A Região Geográfica Imediata de Ubá é uma das 70 regiões imediatas do Estado de Minas Gerais, uma das 10 regiões imediatas que compõem a Região Geográfica Intermediária de Juiz de Fora e uma das 509 regiões imediatas do Brasil, criadas pelo IBGE em 2017.
É composta por 17 municípios, tendo uma população estimada pelo IBGE para 1.º de julho de 2017 de 283 319 habitantes e uma área total de km².

## Municípios
Fonte: IBGE – Cidades
| Município                             | População Estimada (2017) | Área (km²) |
| ------------------------------------- | ------------------------- | ---------- |
| Brás Pires                            | 4 550                     | 223,362    |
| Divinésia                             | 3 455                     | 118,361    |
| Dores do Turvo                        | 4 437                     | 231,285    |
| Guarani (Minas Gerais)                | 9 047                     | 264,837    |
| Guidoval                              | 7 300                     | 158,975    |
| Guiricema                             | 8 714                     | 294,417    |
| Mercês (Minas Gerais)                 | 10 868                    | 352,808    |
| Piraúba                               | 11 080                    | 144,289    |
| Rio Pomba (Minas Gerais)              | 18 061                    | 252,418    |
| Rodeiro                               | 7 857                     | 72,029     |
| São Geraldo (Minas Gerais)            | 11 905                    | 187,387    |
| Senador Firmino                       | 7 792                     | 166,152    |
| Silveirânia                           | 2 292                     | 157,484    |
| Tabuleiro                             | 3 963                     | 211,382    |
| Tocantins (Minas Gerais)              | 16 766                    | 173,994    |
| Ubá                                   | 113 300                   | 407,452    |
| Visconde do Rio Branco (Minas Gerais) | 41 932                    | 241,957    |
| Total                                 | 283 319                   |            |